# WD-40

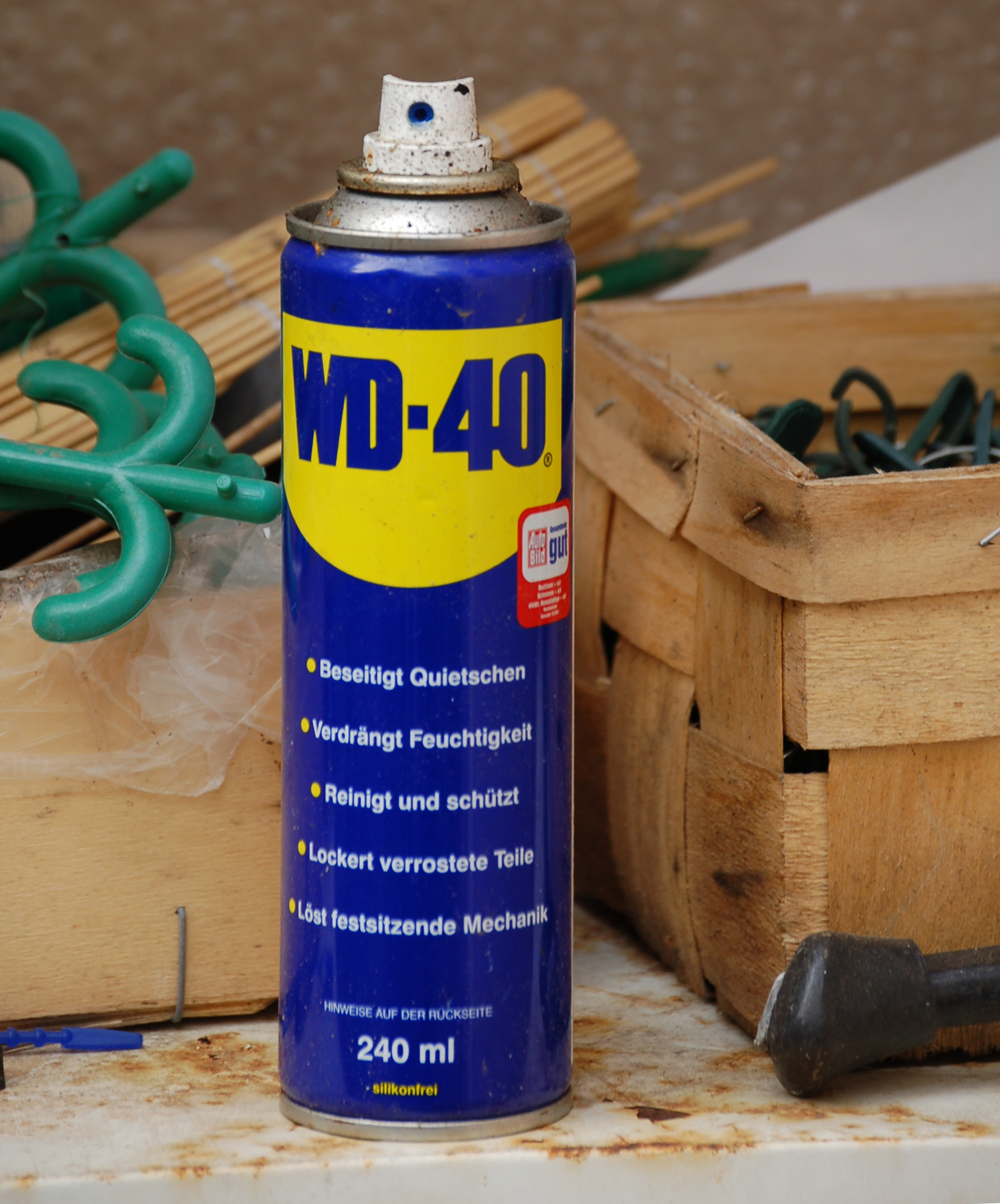
Sprühdose WD-40

WD-40 (Water Displacement) ist ein Kriechöl des US-amerikanischen Unternehmens WD-40 Company, das hauptsächlich als Kontaktspray, Korrosionsschutz und Reiniger verwendet wird.
Eine der ersten Anwendungen war der Korrosionsschutz der Trägerrakete Atlas durch das Unternehmen Convair. Der erste kommerzielle Vertrieb im Einzelhandel erfolgte 1958 in San Diego. Das Produkt besteht zum größten Teil aus Testbenzin und Mineralöl.

## Produkt
Das Produkt wurde 1953 vom Ingenieur, Erfinder und Unternehmer  Iver Norman Lawson (1892–1967) als Mittel für Wasserverdrängung und Korrosionsschutz entwickelt. Die Bezeichnung WD-40 steht für „Water Displacement, 40th formula“ (deutsch „Wasserverdrängung, 40. Rezeptur“). Ein Freund von der US Navy hatte Lawson nach einem Korrosionsschutzmittel gefragt. Lawson entwickelte das Produkt in seinem Privatlabor in San Diego und verkaufte es für 500 Dollar an die Rocket Chemical Company (deren Chef Norman B. Larsen wurde fälschlicherweise manchmal als Erfinder bezeichnet). Das Produkt wurde zunächst in der Raketenindustrie vermarktet. Nachdem die Firmenleitung sah, dass Angestellte das Produkt insgeheim mit nach Hause nahmen, begann 1958 die Vermarktung im Einzelhandel. In den 1960er Jahren wurde es durch die Verwendung als Waffenreinigungsmittel im Vietnamkrieg weiter bekannt.
Die WD-40 Company bietet eine Reihe von Reinigungs- und Schmiermitteln an.

### Zusammensetzung
Die Zusammensetzung unterscheidet sich laut den jeweiligen Sicherheitsdatenblättern.
Deutschland:
- 60–80 % Kohlenwasserstoffe C9 - C11 (n-Alkane, iso-Alkane, Cycloalkane), < 2 % Aromaten
- 1–5 % Kohlendioxid (Treibgas, nicht im Großgebinde enthalten)

USA:
- 45–50 % Aliphatic Hydrocarbon CAS-Nummer: 64742-47-8 (Aliphatische Kohlenwasserstoffe)
- < 25 % Petroleum Base Oil CAS-Nummer: 64742-56-9, 64742-65-0, 64742-53-6, 64742-54-7, 64742-71-8 (unterschiedlich behandeltes Petroleum)
- 12–18 % LVP Aliphatic Hydrocarbon CAS-Nummer: 64742-47-8 (Mischung aus aliphatischen Kohlenwasserstoffen C9-C16)
- 2–3 % Carbon Dioxide (Kohlendioxid)
- < 10 % Non-Hazardous Ingredients Mixture (Mischung aus unbedenklichen Substanzen)

## Einsatz
Haupteinsatzgebiete sind Reinigung, Wasserverdrängung und Korrosionsschutz bei Metallen und elektrischen Geräten, in Service, Werkstatt und Haushalt. In Werkstätten wird es auch gerne verwendet, um festgerostete Schraubverbindungen zu lösen; dazu muss es aber manchmal bis zu einigen Stunden einwirken, um den Rost zu unterkriechen. Die Schmierwirkung von WD-40 ist dagegen relativ gering, jedoch ausreichend für quietschende Scharniere. Auch zur Waffenreinigung wird WD-40 neben Ballistol häufig verwendet. 
Nicht geeignet ist es aufgrund seiner mangelnden Schmierwirkung zur Schmierung von Gewindespindeln, Fahrradketten oder Schlössern. Zudem greift die rostlösende Wirkung die Federn in Schlössern an.
Das Lösen festgerosteter Verbindungen durch Einlegen in Petroleum hat eine lange Mechanikertradition. WD-40 stellt das Petroleum in gereinigter, parfümierter Form und mit Vaselinezusatz, um die Schmier- und Schutzwirkung zu verstärken, in einer Sprühflasche zur Verfügung. Ein im deutschsprachigen Raum bekanntes Konkurrenzprodukt ist Caramba.
Der Einsatz von WD-40 und anderen „Rostlösern“ kann die Reibung zwischen den Bauteilen soweit verringern, dass die Trennung mit nicht zerstörerischem Krafteinsatz möglich ist. Anderenfalls kann nur noch das abwechselnde Erhitzen und Abkühlen der Teile helfen.